# Decemvir
Decemvir, lat. (av decem, tio, och vir, man), ledamot av en tiomannanämnd i antikens Rom. Dylika nämnder tillsattes för olika ändamål. En sådan, decemviri litibus judicandis, utövade domarmyndighet i vissa mål, troligtvis, åtminstone ursprungligen, i fråga om plebejer, eftersom deras personer, liksom folktribunernas, var okränkbara.
Mera kända är de år 451 och 450 f.Kr. tillsatta decemvirerna, som utarbetade de tolv tavlornas lag. Under decemvirernas styrelsetid fanns inga andra ämbetsmän. Enligt sägnen behöll decemvirerna av år 450, i strid med författningen, sitt ämbete längre än året ut, till dess att folket i sitt ursinne över Appius Claudius Crassus illgärningar avsatte dem.